# Klub dobrodruhů
Klub dobrodruhů (2004) je kniha dobrodružných povídek pro mládež českého spisovatele Svatopluka Hrnčíře.

## Obsah knihy
Kniha obsahuje třicet šest krátkých povídek s rozličnými náměty ze všech koutů světa a také z různých historických období. Některé z nich spojují členové tzv. klubu dobrodruhů (např. povídky Klub dobrodruhů‚ Setkání s Tarzanem, Poklad piráta Brixe nebo V zajetí pyramid), jiné jsou o zlatokopovi Samuelovi Sirkovi (Vetřelec přišel z jihu, Dračí vejce, Pahorek duchů). 
Povídka Příšera z jezera je novým dobrodružstvím Sherlocka Holmese. Skutečným českým cestovatelům jsou věnovány povídky Boj s jedovatou kufií (Enrique Stanko Vráz), Ohnivý čaroděj (Emil Holub) a Lovec orchidejí (Benedikt Roezl). V historických povídkách vystupují Vasco da Gama (U mysu Dobré naděje zahněte doleva) nebo James Cook (Zajatci z Jižní země). 
Další povídky se týkají například majáku, ve kterém straší, jednookého pavouka, který kráčí pyramidou, nalezení mayské studně smrti, Indiána, který objevil Evropu dříve než Kolumbus Ameriku, jezera, kde se ukrývá pravěký ještěr atd.